# Ortunho
Ortunho, właśc. José Carlos Carneiro (ur. 1 października 1935 w Porto Alegre  – zm. 22 listopada 2004 w Porto Alegre) − piłkarz brazylijski, występujący na pozycji środkowego obrońcy.

## Kariera klubowa
Karierę piłkarską Ortunho rozpoczął w klubie Nacional Porto Alegre w 1953 roku. W 1956 roku przeszedł do CR Vasco da Gama. Z Vasco da Gama zdobył mistrzostwo stanu Rio de Janeiro – Campeonato Carioca w 1958 roku. W 1959 roku powrócił w rodzinne strony do Grêmio Porto Alegre, gdzie grał w latach 1959–1967. Z Grêmio siedmiokrotnie zdobył mistrzostwo stanu Rio Grande do Sul – Campeonato Gaúcho w 1959, 1960, 1962, 1963, 1964, 1965 i 1966 roku. W 1968 roku występował w klubach Metropol Criciúma i Cruzeiro Porto Alegre, gdzie zakończył karierę.

## Kariera reprezentacyjna
W reprezentacji Brazylii Ortunho zadebiutował 6 marca 1960 w zremisowanym 2-2 meczu z reprezentacją Meksyku podczas Mistrzostw Panamerykańskich, na których Brazylia zajęła drugie miejsce. Na turnieju w Kostaryce wystąpił w czterech meczach z Meksykiem (dwa razy), Kostaryką i Argentyną, który był jego ostatnim meczem w reprezentacji. Cztery lata wcześniej był w kadrze na Mistrzostwach Panamerykańskich 1956, które Brazylia wygrała.